# 12e étape du Tour de France 1952
Pour un article plus général, voir Tour de France 1952.
La 12e étape du Tour de France 1952 s'est déroulée le 7 juillet 1952 entre la ville de Sestrières en Italie et la Principauté de Monaco. Troisième étape alpestre du tour longue de 251 km, elle est marquée par le retour en France du peloton du Tour et la victoire en solitaire du néerlandais Jan Nolten.

## Profil de l'étape

### Parcours

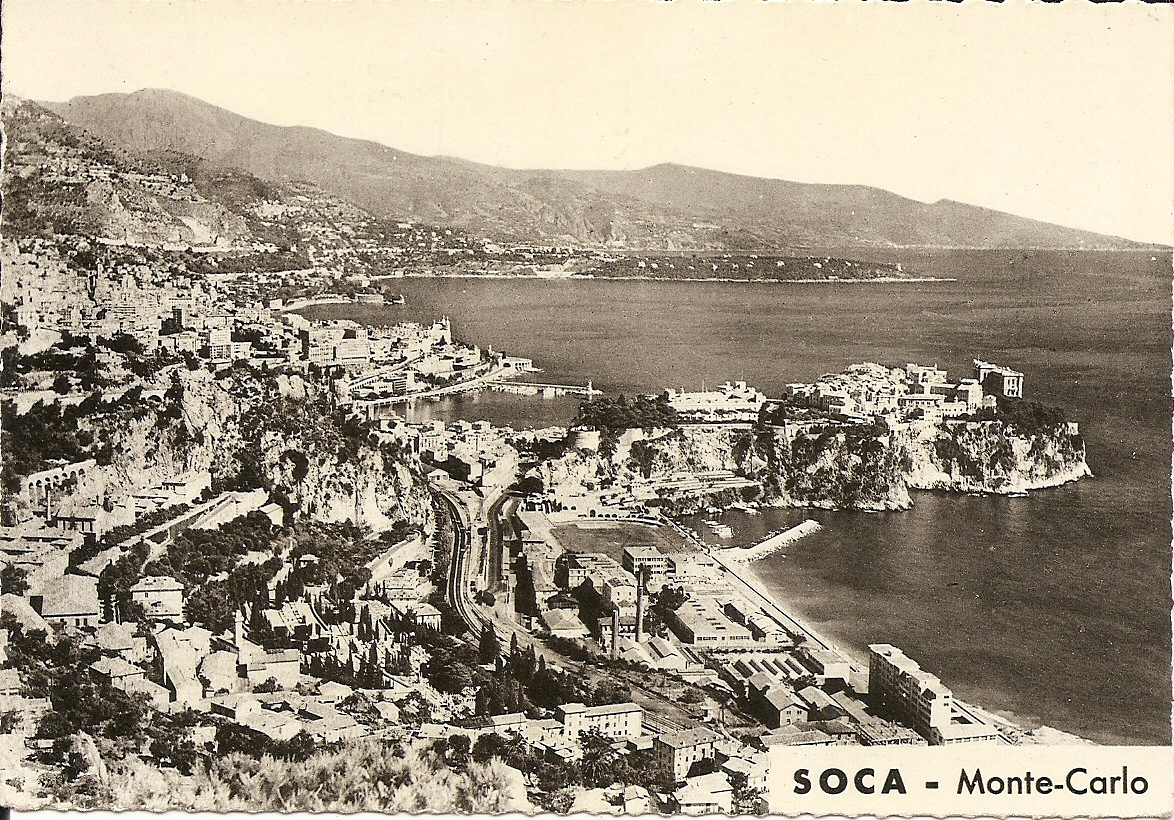
L'arrivée de la 12e étape est donnée à Monaco.

Après 2 271 km parcourus et onze étapes déjà disputées, la 12e étape départ de Sestrières (arrivée de la 11e étape) pour se rendre dans la Principauté de Monaco. Il s'agit de la troisième étape alpestre avec environ 3 400 m mètres de dénivelé et 4 côtes répertoriées. La première partie de l'étape est une longue descente vers le Piémont de 70 km avant de remonter par Coni vers le col de Tende de 2e catégorie (emprunté par le tunnel). Une fois passé en France, le parcours emprunte de nouveau une descente d'une trentaine de kilomètres avant d'attaquer les cols de Brouis et de Castillon qui doivent donner lieu selon les organisateurs à des tentatives d'échappée. Le peloton rejoint ensuite la mer Méditerranée à Menton et attaque la dernière difficulté du jour, la côte de Turbie avant de redescendre à Monaco pour terminer par un tour du stade Louis II.

### Horaires de passage
| Lieu              | Lieu                  | Km                | Horaire prévu     |                             | Lieu                         | Lieu                        | Km                          | Horaire prévu |
| Italie            | Italie                | Italie            | Italie            | France                      | France                       | France                      | France                      |               |
| Province de Turin | Province de Turin     | Province de Turin | Province de Turin | Département Alpes-Maritimes | Département Alpes-Maritimes  | Département Alpes-Maritimes | Département Alpes-Maritimes |               |
|                   | Sestrières            | 0                 | 8 h 45            |                             | Tende                        | 161                         | 13 h 44                     |               |
|                   | Pragelat              | 11                | 9 h 3             |                             | Saint-Dalmas-le-Selvage      | 165                         | 13 h 50                     |               |
|                   | Fenestrelle           | 22                | 9 h 21            |                             | Fontan                       | 173                         | 14 h 2                      |               |
|                   | Perosa Argentina      | 38                | 9 h 47            |                             | La Gandiola (Breil-sur-Roya) | 180                         | 14 h 13                     |               |
|                   | Pignerol              | 55                | 10 h 16           |                             | Col de Brouis                | 189                         | 14 h 34                     |               |
|                   | Cavour                | 67                | 10 h 38           |                             | Sospel                       | 201                         | 14 h 52                     |               |
|                   | Saluces               | 86                | 11 h 12           |                             | Col de Castillon             | 208                         | 15 h 9                      |               |
|                   | Verzuolo              | 92                | 11 h 23           |                             | Menton                       | 223                         | 15 h 31                     |               |
|                   | Costigliolles Saluzzo | 95                | 11 h 29           |                             | Monte-Carlo                  | 232                         | 15 h 49                     |               |
|                   | Busca                 | 101               | 11 h 40           |                             | Montée du Cap-d'Ail          | 237                         | 15 h 59                     |               |
|                   | Coni                  | 118               | 12 h 12           |                             | La Turbie                    | 242                         | 16 h 19                     |               |
|                   | Borgo San Dalmazzo    | 126               | 12 h 26           |                             | Monte-Carlo                  | 249                         | 16 h 29                     |               |
|                   | Vernante              | 138               | 12 h 50           |                             | Monaco                       | 251                         | 16 h 33                     |               |
|                   | Limone-Piemonte       | 145               | 13 h 10           |                             |                              |                             |                             |               |
|                   | Col de Tende          | 151               | 13 h 29           |                             |                              |                             |                             |               |

## Déroulement de la course

### Contexte au départ de l'étape
Au départ de la 12e étape, Fausto Coppi est en tête du classement général avec une large avance, fruit d'une domination dont il a fait preuve sur le début du Tour.

### Résumé de l'étape

#### Départ de Sestrières et décente vers le Piémont
Le peloton composé de 82 coureurs prend le départ à Sestrières en Italie à 8 h 45 avec un beau temps ensoleillé, prémices d'une journée de grande chaleur. Probablement en raison des efforts dépensés la veille, l'étape commence calmement, rien n'est à signaler pendant les 140 premiers kilomètres hormis quelques arrêts pour problèmes mécaniques.

#### Col de Tende
Dans le col, le peloton commence à s'agiter, se scinde et finit par éclater sous l'action de Robic et Ockers. Un groupe de cinq coureurs passe en tête avec Robic devant Coppi, Ockers, Nolten et Rotta. Dans la descente, une vingtaine de coureurs se regroupe en tête.

#### Col de Brouis et Col de Castillon
Bartali et Bertaina tentent d'attaquer, mais le peloton est ramené notamment par Robic. Bertaina retente suivi par Dotto qui ne tarde pas à filer seul alors que Marinelli parvient à s'échapper du peloton. Nolten s'échappe également avant le sommet de Brouis et le franchit avec 1 min de retard sur Bertaina et 1 min 50 s sur Dotto. Le groupe des leaders pointe lui à 2 min 15 s. Particulièrement à l'aise, le néerlandais, remonte Bertaina dans le col du Castillon et revient sur Dotto à 1 500 m du sommet. Le français, local de l'étape est acclamé par la foule, mais ne peut suivre Nolten qui franchit le col en tête avec 1 min 20 s  d'avance, creuse l'écart dans la descente et file seul dans la descente vers Menton.

#### Col de la Turbie et arrivée à Monaco
Dotto parvient à réduire l'avance de Nolten dans le col de Turbie (à 40 s) en vain. Averti par son directeur sportif, Nolten jette ses dernières forces et maintient l'écart pour s'imposer en solitaire à Monaco.

### Faits marquants de l'étape
- Nolten remporte sa première victoire d'étape sur le Tour de France, sa première victoire de prestige, lui qui a disputé sa première course professionnelle seulement dix jours avant le départ du Tour.
- Nolten cumule 300 000 francs (l'équivalent de 7 400 euros actuels) de prime au soir de sa victoire, 100 000 francs pour la victoire, 100 000 francs pour le prix de la combativité et 100 000 francs de prime des mains du Prince Rainier III.
- Coppi conserve le maillot jaune avec une large avance au classement général malgré trois crevaisons intervenues dans les vingt derniers kilomètres.
- Close en difficulté dans le col de Brouis laisse partir le groupe de leaders et refuse de se faire aider par ses coéquipiers. À l'arrivée, il cumule 4 min 9 s sur Coppi et Ockers. Ce dernier et Ruiz se rapprochent donc au classement général si bien que 1 min 30 s séparent désormais les trois hommes[1].

### Réactions dans la presse
- Jan Nolten comparé par les journalistes à son compatriote Gerrit Schulte, préfère lui se comparer à Coppi. Il est vu dans tous les cas comme la révélation du Tour 1952 :

« Depuis l'Alpe-d'Huez, j'ai compris que je passerai bien la montagne. Alors, je cours ma chance simplement. »

— Jan Nolten, L'Equipe du 8 juillet 1952
- Fausto Coppi avoue avoir un temps convoité l'étape, explique pourquoi il n'est pas allé chercher la victoire :

« J'ai du fournir de grands efforts pour revenir à plusieurs reprises, soit sur des crevaisons, soit sur des sauts de chaine. D'autre part je suis comme tout le monde j'avais dans les jambes l'étape précédente et une fois de plus, je fus obligé de répondre à de nombreuses attaques. Je ne pus, hélas aller chercher tout le monde. Et comme Dotto et Nolten, etc. n'étaient pas dangereux pour moi, je les ai laissé partir. »

— Fausto Coppi, L'Equipe du 8 juillet 1952

## Résultats

### Classement de l'étape
| \| Classement de l'étape \| Classement de l'étape \| Classement de l'étape \| Classement de l'étape \| Classement de l'étape \| \| Coureur \| Coureur \| Pays \| Équipe \| Temps \| \| --------------------- \| --------------------- \| --------------------- \| --------------------- \| --------------------- \| \| 1er \| Jan Nolten \| Pays-Bas \| Hollande \| 8 h 13 min 19 s \| \| 2e \| Jean Dotto \| France \| France \| + 1 min 27 s \| \| 3e \| Pierre Molinéris \| France \| Sud-Est \| + 3 min 44 s \| \| 4e \| Jean Bertaina \| France \| Sud-Est \| + 5 min 07 s \| \| 5e \| Alois De Hertog \| Belgique \| Belgique \| + 6 min 42 s \| \| 6e \| Stan Ockers \| Belgique \| Belgique \| + 6 min 48 s \| \| 7e \| Jean Robic \| France \| France \| + 6 min 48 s \| \| 8e \| Gino Bartali \| Italie \| Italie \| + 6 min 59 s \| \| 9e \| Fausto Coppi \| Italie \| Italie \| + 6 min 59 s \| \| 10e \| Antonio Gelabert \| Espagne \| Espagne \| + 6 min 59 s \| |                  |          |          |                 |
| |                  |          |          |                 |
| |                  |          |          |                 |
| Classement de l'étape |                  |          |          |                 |
| Coureur | Coureur          | Pays     | Équipe   | Temps           |
| 1er | Jan Nolten       | Pays-Bas | Hollande | 8 h 13 min 19 s |
| 2e | Jean Dotto       | France   | France   | + 1 min 27 s    |
| 3e | Pierre Molinéris | France   | Sud-Est  | + 3 min 44 s    |
| 4e | Jean Bertaina    | France   | Sud-Est  | + 5 min 07 s    |
| 5e | Alois De Hertog  | Belgique | Belgique | + 6 min 42 s    |
| 6e | Stan Ockers      | Belgique | Belgique | + 6 min 48 s    |
| 7e | Jean Robic       | France   | France   | + 6 min 48 s    |
| 8e | Gino Bartali     | Italie   | Italie   | + 6 min 59 s    |
| 9e | Fausto Coppi     | Italie   | Italie   | + 6 min 59 s    |
| 10e | Antonio Gelabert | Espagne  | Espagne  | + 6 min 59 s    |

### Bonifications en temps
|   | Coureur    | Pays   | Équipe | Secondes |
| - | ---------- | ------ | ------ | -------- |
| 1 | Jean Robic | France | France | 20 s     |

|   | Coureur    | Pays     | Équipe   | Secondes |
| - | ---------- | -------- | -------- | -------- |
| 1 | Jan Nolten | Pays-Bas | Hollande | 20 s     |

|   | Coureur    | Pays     | Équipe   | Secondes |
| - | ---------- | -------- | -------- | -------- |
| 1 | Jan Nolten | Pays-Bas | Hollande | 1 min    |
| 2 | Jean Dotto | France   | France   | 30 s     |

### Cols et côtes
| Col de Tende (Tunnel) (km 151) 2e catégorie (12,4 km à 4,2 %) | Col de Tende (Tunnel) (km 151) 2e catégorie (12,4 km à 4,2 %) | Col de Tende (Tunnel) (km 151) 2e catégorie (12,4 km à 4,2 %) | Col de Tende (Tunnel) (km 151) 2e catégorie (12,4 km à 4,2 %) | Col de Tende (Tunnel) (km 151) 2e catégorie (12,4 km à 4,2 %) |
| ------------------------------------------------------------- | ------------------------------------------------------------- | ------------------------------------------------------------- | ------------------------------------------------------------- | ------------------------------------------------------------- |
|                                                               | Coureur                                                       | Pays                                                          | Équipe                                                        | Point(s)                                                      |
| 1er                                                           | Jean Robic                                                    | France                                                        | France                                                        | 6                                                             |
| 2e                                                            | Fausto Coppi                                                  | Italie                                                        | Italie                                                        | 5                                                             |
| 3e                                                            | Stan Ockers                                                   | Belgique                                                      | Belgique                                                      | 4                                                             |
| 4e                                                            | Jan Nolten                                                    | Pays-Bas                                                      | Hollande                                                      | 3                                                             |
| 5e                                                            | René Rotta                                                    | France                                                        | Sud-Est                                                       | 2                                                             |
| 6e                                                            | Jean Malléjac                                                 | France                                                        | Ouest / Sud-Ouest                                             | 1                                                             |
| modifier                                                      |                                                               |                                                               |                                                               |                                                               |

| Col de Brouis (km 89) 3e catégorie (8,5 km à 6,6 %) | Col de Brouis (km 89) 3e catégorie (8,5 km à 6,6 %) | Col de Brouis (km 89) 3e catégorie (8,5 km à 6,6 %) | Col de Brouis (km 89) 3e catégorie (8,5 km à 6,6 %) | Col de Brouis (km 89) 3e catégorie (8,5 km à 6,6 %) |
| --------------------------------------------------- | --------------------------------------------------- | --------------------------------------------------- | --------------------------------------------------- | --------------------------------------------------- |
|                                                     | Coureur                                             | Pays                                                | Équipe                                              | Point(s)                                            |
| 1er                                                 | Jean Dotto                                          | France                                              | France                                              | 3                                                   |
| 2e                                                  | Jean Bertaina                                       | Sud-Est                                             | Italie                                              | 2                                                   |
| 3e                                                  | Jan Nolten                                          | Pays-Bas                                            | Hollande                                            | 1                                                   |
| modifier                                            |                                                     |                                                     |                                                     |                                                     |

| \| Col de La Turbie (km 242) 2e catégorie (4,8 km à 6,2 %) \| Col de La Turbie (km 242) 2e catégorie (4,8 km à 6,2 %) \| Col de La Turbie (km 242) 2e catégorie (4,8 km à 6,2 %) \| Col de La Turbie (km 242) 2e catégorie (4,8 km à 6,2 %) \| Col de La Turbie (km 242) 2e catégorie (4,8 km à 6,2 %) \| \| ------------------------------------------------------- \| ------------------------------------------------------- \| ------------------------------------------------------- \| ------------------------------------------------------- \| ------------------------------------------------------- \| \| \| Coureur \| Pays \| Équipe \| Point(s) \| \| 1er \| Jan Nolten \| Pays-Bas \| Hollande \| 6 \| \| 2e \| Jean Dotto \| France \| France \| 5 \| \| 3e \| Pierre Molinéris \| France \| Sud-Est \| 4 \| \| 4e \| Jean Bertaina \| France \| Sud-Est \| 3 \| \| 5e \| Alois De Hertog \| Belgique \| Belgique \| 2 \| \| 6e \| Jean Robic \| France \| France \| 1 \| \| modifier \| \| \| \| \| |                  |          |          |          |
| Col de La Turbie (km 242) 2e catégorie (4,8 km à 6,2 %) |                  |          |          |          |
| | Coureur          | Pays     | Équipe   | Point(s) |
| 1er | Jan Nolten       | Pays-Bas | Hollande | 6        |
| 2e | Jean Dotto       | France   | France   | 5        |
| 3e | Pierre Molinéris | France   | Sud-Est  | 4        |
| 4e | Jean Bertaina    | France   | Sud-Est  | 3        |
| 5e | Alois De Hertog  | Belgique | Belgique | 2        |
| 6e | Jean Robic       | France   | France   | 1        |
| modifier |                  |          |          |          |

- Au cours de la 12e étape, le parcours passe aussi par l'ascension du Col de Castillon (7 km à 5,1 % de moyenne). Celui-ci n'est pas pour autant récompensé de points pour le classement de la montagne. C'est le Néerlandais Jan Nolten qui le franchit en tête.

### Prix de la combativité
- Jan Nolten (Hollande)

### Galerie photo des vainqueurs

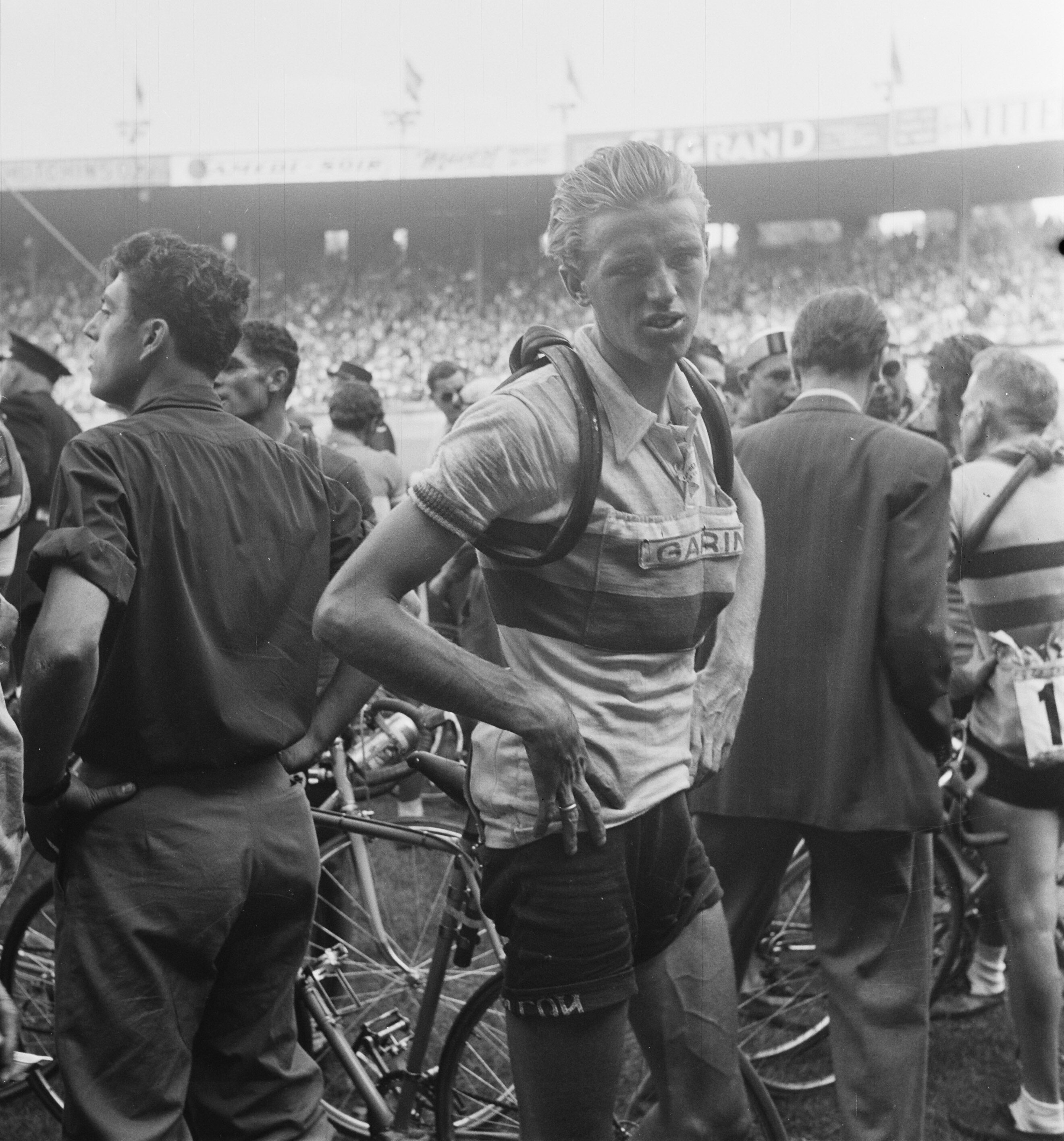
Jan Nolten (Équipe Pays-Bas) Vainqueur de l'étape du jour et élu meilleur combatif du jour
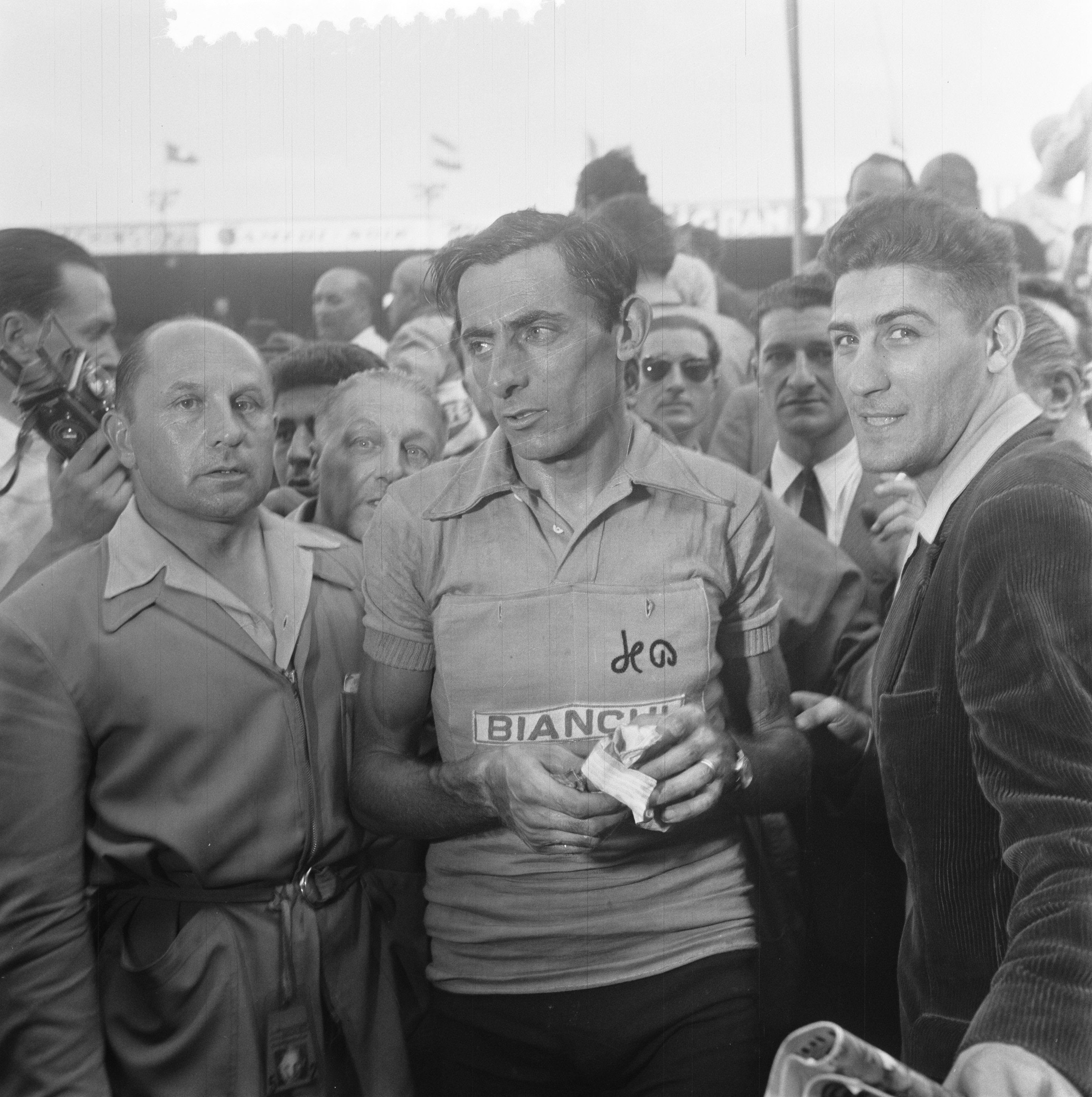
Fausto Coppi (Équipe Italie) Leader du classement général et du classement de la montagne
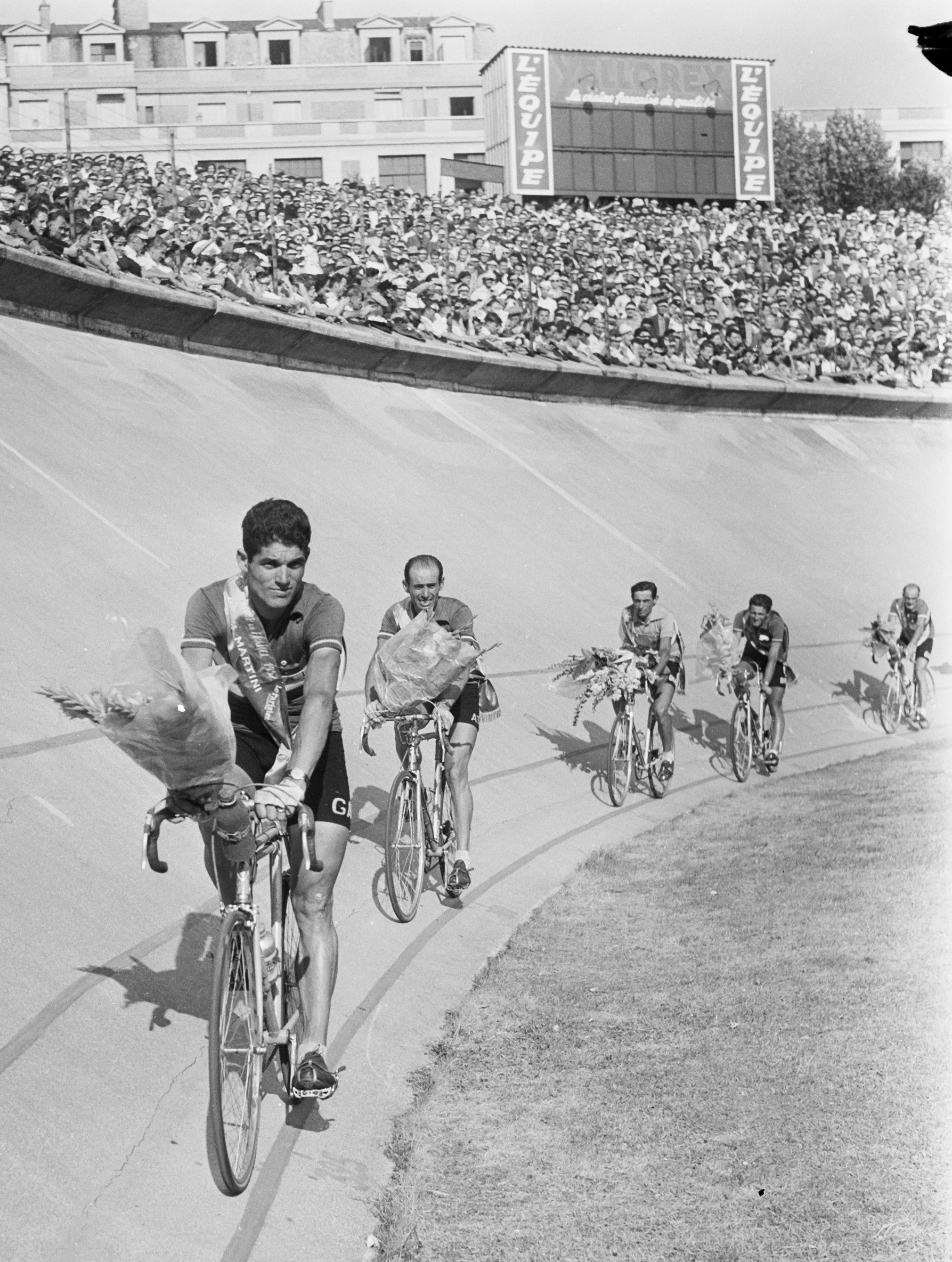
Équipe d'Italie Meilleure équipe au classement général des équipes

## Classements à l'issue de l'étape

### Classement général
| \| Classement général \| Classement général \| Classement général \| Classement général \| Classement général \| \| Coureur \| Coureur \| Pays \| Équipe \| Temps \| \| ------------------ \| ------------------ \| ------------------ \| ------------------ \| ------------------ \| \| 1er \| Fausto Coppi \| Italie \| Italie \| 77 h 46 min 52 s \| \| 2e \| Alex Close \| Belgique \| Belgique \| + 24 min 02 s \| \| 3e \| Bernardo Ruiz \| Espagne \| Espagne \| + 25 min 26 s \| \| 4e \| Stan Ockers \| Belgique \| Belgique \| + 25 min 27 s \| \| 5e \| Fiorenzo Magni \| Italie \| Italie \| + 26 min 04 s \| \| 6e \| Gino Bartali \| Italie \| Italie \| + 26 min 46 s \| \| 7e \| Andrea Carrea \| Italie \| Italie \| + 31 min 56 s \| \| 8e \| Jean Robic \| France \| France \| + 31 min 51 s \| \| 9e \| Pierre Molinéris \| France \| Sud-Est \| + 33 min 48 s \| \| 10e \| Alois De Hertog \| Belgique \| Belgique \| + 34 min 24 s \| |                  |          |          |                  |
| |                  |          |          |                  |
| |                  |          |          |                  |
| Classement général |                  |          |          |                  |
| Coureur | Coureur          | Pays     | Équipe   | Temps            |
| 1er | Fausto Coppi     | Italie   | Italie   | 77 h 46 min 52 s |
| 2e | Alex Close       | Belgique | Belgique | + 24 min 02 s    |
| 3e | Bernardo Ruiz    | Espagne  | Espagne  | + 25 min 26 s    |
| 4e | Stan Ockers      | Belgique | Belgique | + 25 min 27 s    |
| 5e | Fiorenzo Magni   | Italie   | Italie   | + 26 min 04 s    |
| 6e | Gino Bartali     | Italie   | Italie   | + 26 min 46 s    |
| 7e | Andrea Carrea    | Italie   | Italie   | + 31 min 56 s    |
| 8e | Jean Robic       | France   | France   | + 31 min 51 s    |
| 9e | Pierre Molinéris | France   | Sud-Est  | + 33 min 48 s    |
| 10e | Alois De Hertog  | Belgique | Belgique | + 34 min 24 s    |

### Classement de la montagne
| Classement de la montagne | Classement de la montagne | Classement de la montagne | Classement de la montagne | Classement de la montagne |
| Coureur                   | Coureur                   | Pays                      | Équipe                    | Points                    |
| ------------------------- | ------------------------- | ------------------------- | ------------------------- | ------------------------- |
| 1er                       | Fausto Coppi              | Italie                    | Italie                    | 48 pts                    |
| 2e                        | Antonio Gelabert          | Espagne                   | Espagne                   | 32 pts                    |
| 3e                        | Raphaël Géminiani         | France                    | France                    | 29 pts                    |
| 4e                        | Stan Ockers               | Belgique                  | Belgique                  | 27 pts                    |
| 5e                        | Gino Bartali              | Italie                    | Italie                    | 20 pts                    |
| 5e                        | Jean Robic                | France                    | France                    | 20 pts                    |

### Classement par équipes
| Classement par équipes | Classement par équipes | Classement par équipes | Classement par équipes |
| Équipe                 | Équipe                 | Pays                   | Temps                  |
| ---------------------- | ---------------------- | ---------------------- | ---------------------- |
| 1re                    | Italie                 | Italie                 | 233 h 39 min 42 s      |
| 2e                     | France                 | France                 | + 20 min 13 s          |
| 3e                     | Belgique               | Belgique               | + 29 min 10 s          |
| 4e                     | Hollande               | Pays-Bas               | + 1 h 47 min 24 s      |
| 5e                     | Espagne                | Espagne                | + 1 h 48 min 20 s      |

## Abandons, exclusions
Pas d'abandon lors de la 12e étape.